# 식영암
식영암(息影庵, 생몰년 미상)은 고려 말기의 시인이자 선승(禪僧)이다. 식영암(息影菴), 식영노인(息影老人), 식영감화상(息影鑑和尙)으로도 되어 있다.

## 생애
강화도 선원사(禪源寺)에 주로 거주하며 이제현(李齊賢), 민사평(閔思平), 이암(李嵓) 등 고려 말 사대부 문인들과 교제하였고, 만년에 재상직을 버리고 낙향한 행촌 이암과는 방외지교(方外之交)를 맺어, 이암이 늘 조각배로 식영암의 절 가까이 해운(海雲)이라는 이름을 건 암자를 짓고 자주 오고갔다고 한다.
조선 초의 권근(權近)이 지은 보각국사 혼수(1320년~1392년)의 비명과 성현의 《용재총화》(慵齋叢話)에는 출가한 혼수 화상에게 《능엄경》(楞嚴經)을 가르쳤다고 되어 있다.
한국의 국문학자 조수학은 식영암에 대해 “선종계 승려로써 선승 본연의 자세에 충실하여 깊이 불심을 연마한 인물”이라 평가하였다.

## 저작
가전인 《정시자전》(丁侍者傳)을 지은 것으로 유명하다. 자신의 이름을 딴 《식영암》이라는 문집을 남겼으나 전하지 않고, 《동문선》(東文選)에 〈정시자전〉과 수필 〈월등사죽루죽기〉 등을 비롯한 그의 작품 13수가 실려 있다. 〈월등사죽주죽기〉(月燈寺竹樓竹記)는 한때 한국의 중학교 국어 교과서에 12년 동안 수록되기도 했다. 한편 식영암의 〈월등사죽루죽기〉와 진각국사 혜심(1178년~1234년)의 저작 〈죽존자전〉(竹尊者傳)은 부분적으로 내용이 흡사하며, 식영암의 수필에 등장하는 월등사는 혜심이 입적 10년 전부터 관련이 있었던 곳이라는 점을 지적하며 혜심이 식영암에게 어느 정도 영향을 주었을 가능성이 제기되고 있다.

## 같이 보기
- 가전문학